# Матеуш Осташевський
Матеуш Осташевський (пол. Mateusz Ostaszewski; нар. 27 березня 1999, Білосток, Польща) — польський футболіст, атакувальний півзахисник клубу «Ягеллонія», який на правах оренди виступає в клубі «Олімпія» (Замбрув).

## Клубна кар'єра
Народився в Білостоку, де й почав займатися футболом у складі місцевої «Ягеллонії». У 2013 році перейшов у молодіжну команду дортмундської «Боруссії», але в 2015 році повернувся до «Ягеллонії». Через високу конкуренцію в команді та власний юний вік заграти в основному складі не зумів, тому виступав лише за другу команду білостоцького клубу, а також на правах оренди захищав кольори нижчолігових польських клубів «Розвой», «Відзев» (Лодзь) та «Олімпія» (Замбрув).

## Кар'єра в збірній
З 2014 року почав залучатися до матчів юнацької збірної Польщі U-17, в складі якої дебютував 28 жовтня 2014 року в переможному (4:0) домашньому поєдинку проти однолітків з Ліхтенштейну. Матеуш вийшов у стартовому складі та відіграв увесь матч. У складі юнацької збірної U-17 провів 4 поєдинки.